# پیتر و گرگ

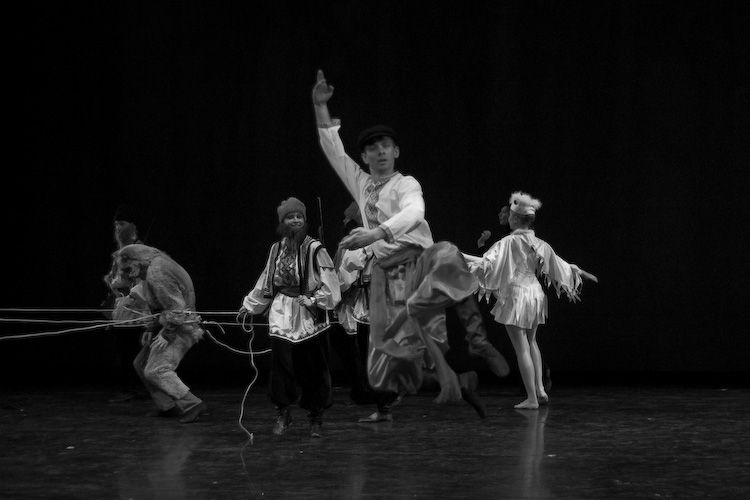
پیتر و گرگ سال 2007 میلادی

پْیُتْر و گرگ (به روسی: Петя и волк؛ به انگلیسی: Peter and the Wolf) (تلفظ روسی: [ˈpʲetʲə i volk]) اپوس ۶۷، قطعه‌ای موسیقی، از سرگئی پروکفیف، آهنگساز روس است. پروکفیف این اثر را در سال ۱۹۳۶ بر پایهٔ یکی از داستان‌های کودکان روس برای ارکستر و گفتار راویِ داستان نوشت.
این اثر بسیار معروف است و بارها اجرا و ضبط شده‌است.